# Øystein Sørensen
Øystein Sørensen (ur. 1954) – norweski historyk, profesor na Uniwersytecie w Oslo.
Ukończył studia w 1981. Obronił doktorat w 1988. Profesor historii nowożytnej na Instytucie Historii Uniwersytetu w Oslo od 1996.